# Campeonato Femenino de la AFF
El Campeonato Femenino de la AFF es un torneo internacional bienal de fútbol organizado por la Federación de fútbol de la ASEAN, constituida por los equipos de las naciones del sureste Asiático.
Desde que fuera inaugurada en 2004, esta copa ha sido ganada en cuatro oportunidades por Tailandia, tres veces por Vietnam, dos por Birmania, y una ocasión por Australia y Japón.

## Palmarés
| Año          | Sede      | Campeón      | Final Resultado       | Subcampeón       | Tercer lugar     | Resultado   | Cuarto lugar     |
| ------------ | --------- | ------------ | --------------------- | ---------------- | ---------------- | ----------- | ---------------- |
| 2004         | Vietnam   | Birmania     | 2–2 (pró.) (pen. 4–2) | Vietnam B        | Vietnam          | 4–1         | Indonesia        |
| 2006         | Vietnam   | Vietnam      | round-robin           | China Taipéi     | Tailandia        | round-robin | Birmania         |
| 2007         | Birmania  | Birmania     | 1–1 (pró.) (pen. 4–1) | Tailandia        | Vietnam          | 6–0         | Malasia          |
| 2008         | Vietnam   | Australia    | 1–0                   | Vietnam          | Tailandia        | 3–0         | Birmania         |
| 2011         | Laos      | Tailandia    | 2–1                   | Birmania         | Vietnam          | 6–0         | Laos             |
| 2012         | Vietnam   | Vietnam      | 0–0 (pró.) (pen. 4–1) | Birmania         | Tailandia        | 14–1        | Laos             |
| 2013         | Birmania  | Japón sub-23 | 1–1 (pró.) (pen. 4–1) | Australia sub-20 | Vietnam          | 3–1         | Birmania         |
| 2015         | Vietnam   | Tailandia    | 3–2                   | Birmania         | Australia sub-20 | 4–3         | Vietnam          |
| 2016         | Birmania  | Tailandia    | 1–1 (pró.) (pen. 4–1) | Vietnam          | Birmania         | 1–0         | Australia sub-20 |
| 2018         | Indonesia | Tailandia    | 3–2                   | Australia sub-20 | Vietnam          | 3–0         | Birmania         |
| 2019         | Tailandia | Vietnam      | 1 - 0                 | Tailandia        | Birmania         | 3 - 0       | Filipinas        |
| 2022 Detalle | Filipinas | Filipinas    | 3 - 0                 | Tailandia        | Birmania         | 4 - 3       | Vietnam          |

## Títulos por equipo
- La lista a continuación muestra a los equipos que han estado entre los cuatro mejores de alguna edición del torneo.
- En cursiva, se indica el torneo en que el equipo fue local.

| País         | Campeón                    | Subcampeón           | Tercer lugar                     | Cuarto lugar               |
| ------------ | -------------------------- | -------------------- | -------------------------------- | -------------------------- |
| Tailandia    | 4 (2011, 2015, 2016, 2018) | 3 (2007, 2019, 2022) | 3 (2006, 2008, 2012)             | -                          |
| Vietnam      | 3 (2006, 2012, 2019)       | 3 (2004, 2008, 2016) | 5 (2004, 2007, 2011, 2013, 2018) | 2 (2015, 2022)             |
| Birmania     | 2 (2004, 2007)             | 3 (2011, 2012, 2015) | 3 (2016, 2019, 2022)             | 4 (2006, 2008, 2013, 2018) |
| Australia    | 1 (2008)                   | 2 (2013, 2018)       | 1 (2015)                         | 1 (2016)                   |
| Filipinas    | 1 (2022)                   | -                    | -                                | 1 (2019)                   |
| Japón        | 1 (2013)                   | -                    | -                                | -                          |
| China Taipéi | -                          | 1 (2006)             | -                                | -                          |
| Laos         | -                          | -                    | -                                | 2 (2011, 2012)             |
| India        | -                          | -                    | -                                | 1 (2004)                   |
| Malasia      | -                          | -                    | -                                | 1 (2007)                   |

## Desempeño
| Equipo                        | 2004 (8) | 2006 (4) | 2007 (8) | 2008 (9) | 2011 (8) | 2012 (7) | 2013 (10) | 2015 (8) | 2016 (8) | 2018 (10) | 2019 (9) | 2022 (11) | Total |
| ----------------------------- | -------- | -------- | -------- | -------- | -------- | -------- | --------- | -------- | -------- | --------- | -------- | --------- | ----- |
| Australia                     | ×        | ×        | ×        | 1º       | ×        | ×        | ×         | ×        | ×        | ×         | ×        | ×         | 1     |
| Camboya                       | ×        | ×        | ×        | ×        | ×        | ×        | ×         | ×        | ×        | GS        | GS       | GS        | 3     |
| Indonesia                     | 4º       | ×        | GS       | GS       | GS       | ×        | GS        | GS       | ×        | GS        | GS       | GS        | 9     |
| Laos                          | ×        | ×        | GS       | GS       | 4º       | 4º       | GS        | GS       | ×        | ×         | ×        | GS        | 7     |
| Malasia                       | ×        | ×        | 4º       | GS       | GS       | GS       | GS        | GS       | GS       | GS        | GS       | GS        | 10    |
| Birmania                      | 1º       | 4º       | 1º       | 4º       | 2º       | 2º       | 4º        | 2º       | 3º       | 4º        | 3º       | 3º        | 12    |
| Filipinas                     | GS       | ×        | GS       | GS       | GS       | GS       | GS        | GS       | GS       | GS        | 4º       | 1º        | 11    |
| Singapur                      | GS       | ×        | GS       | GS       | GS       | GS       | ×         | ×        | GS       | GS        | GS       | GS        | 9     |
| Tailandia                     | ×        | 3º       | 2º       | 3º       | 1º       | 3º       | GS        | 1º       | 1º       | 1º        | 2º       | 2º        | 11    |
| Timor Oriental                | ×        | ×        | ×        | ×        | ×        | ×        | ×         | ×        | GS       | GS        | GS       | GS        | 4     |
| Vietnam                       | 3º       | 1º       | 3º       | 2º       | 3º       | 1º       | 3º        | 4º       | 2º       | 3º        | 1º       | 4º        | 12    |
| Equipos secundarios/juveniles |          |          |          |          |          |          |           |          |          |           |          |           |       |
| Australia sub-20              | ×        | ×        | ×        | ×        | ×        | ×        | 2º        | 3º       | 4º       | 2º        | ×        | ×         | 4     |
| Australia sub-23              | ×        | ×        | ×        | ×        | ×        | ×        | ×         | ×        | ×        | ×         | ×        | GS        | 1     |
| Tailandia sub-20              | GS       | ×        | ×        | ×        | ×        | ×        | ×         | ×        | ×        | ×         | ×        | ×         | 1     |
| Vietnam B                     | 2º       | ×        | ×        | ×        | ×        | ×        | ×         | ×        | ×        | ×         | ×        | ×         | 1     |
| Naciones invitadas            |          |          |          |          |          |          |           |          |          |           |          |           |       |
| China Taipéi                  | ×        | 2º       | ×        | ×        | ×        | ×        | ×         | ×        | ×        | ×         | ×        | ×         | 1     |
| Japón sub-23                  | ×        | ×        | ×        | ×        | ×        | ×        | 1º        | ×        | ×        | ×         | ×        | ×         | 1     |
| Jordania                      | ×        | ×        | ×        | ×        | ×        | ×        | GS        | ×        | ×        | ×         | ×        | ×         | 1     |
| Maldivas                      | GS       | ×        | ×        | ×        | ×        | ×        | ×         | ×        | ×        | ×         | ×        | ×         | 1     |

### Simbología
| - 1º – Campeón - 2º – Finalista - 3º – 3º Lugar - 4º – 4º Lugar | - GS — Fase de grupos - q — Clasificado - × — No participó/Se retiró/Banido - — Anfitrión |

## Premios y reconocimientos
| Año  | Equipo       | Entrenador              |
| ---- | ------------ | ----------------------- |
| 2004 | Birmania     |                         |
| 2006 | Vietnam      | Trần Ngọc Thái Tuấn     |
| 2007 | Birmania     |                         |
| 2008 | Australia    | Tom Sermanni            |
| 2011 | Tailandia    | Piyakul Kaewnamkang     |
| 2012 | Vietnam      | Chen Yunfa              |
| 2013 | Japón sub-23 | Hiroyuki Horino         |
| 2015 | Tailandia    | Nuengrutai Srathongvian |
| 2016 | Tailandia    | Spencer Prior           |
| 2018 | Tailandia    | Nuengrutai Srathongvian |
| 2019 | Vietnam      | Mai Đức Chung           |
| 2022 | Filipinas    | Alen Stajcic            |

| Año  | Goleadora        | Goles |
| ---- | ---------------- | ----- |
| 2004 | Malar Win        | 9     |
| 2006 |                  |       |
| 2007 | Đỗ Thị Ngọc Châm | 9     |
| 2008 | My Nilar Htwe    | 6     |
| 2011 | Nguyễn Thị Hòa   | 9     |
| 2012 | Nguyễn Thị Muôn  | 7     |
| 2013 | Joana Houplin    | 8     |
| 2015 | Nisa Romyen      | 9     |
| 2016 | Win Theingi Tun  | 9     |
| 2018 | Mary Fowler      | 10    |
| 2019 | Yee Yee Oo       | 8     |
| 2022 | Sarina Bolden    | 8     |